# Прескотт, Александр Эдуардович
Александр Эдгардович Прескотт (23 марта) 1846 —  16 декабря 1904, Вильна) — командир 3-го армейского корпуса Российской империи, генерал от инфантерии.

## Биография
Александр Эдуардович Прескотт родился в дворянской семье 23 марта 1846 года. 22 сентября 1860 года он поступил на военную службу и по окончании Николаевского инженерного училища 23 мая 1864 года был выпущен в сапёрные войска с чином подпоручика. 27 июля 1866 года он был произведён в поручики, а затем переведён в лейб-гвардии Сапёрный батальон с чином подпоручика и, продолжая в службу в гвардии, был произведён в поручики (28 марта 1871 года), штабс-капитаны (30 августа 1873 года), капитаны (4 апреля 1876 года) и полковники (30 августа 1877 года).
Прескотт участвовал в Русско-турецкой войне 1877—1878 годов, а 2 октября 1877 года был назначен командиром роты юнкеров Николаевского инженерного училища и занимал эту должность до 20 июля 1885 года. 15 марта 1889 года с производством в генерал-майоры назначен начальником 3-й сапёрной бригады, а 23 июня 1897 года занял пост начальника 42-й пехотной резервной бригады с зачислением по армейской пехоте.
1 января 1898 года бригада Прескотта была развёрнута в 42-ю пехотную дивизию. Прескотт стал командующим дивизией, а 6 декабря 1898 года с производством в генерал-лейтенанты был утверждён в должности начальника дивизии. 22 июня 1904 года назначен командиром 3-го армейского корпуса, но занимал этот пост всего полгода, скончавшись 16 декабря 1904 года в Вильне, где находился штаб корпуса.
Тело генерала Прескотта было доставлено для погребения в Санкт-Петербург и захоронено в Новодевичьем монастыре. 11 января 1905 года Высочайшим приказом о чинах военных Прескотт был исключён из списков умершим как генерал от инфантерии.

## Семья
Прескотт был женат на Наталье Константиновне Ренненкампф (род. 11 сентября 1857), дочери управляющего Собственной Е. И.В. канцелярией, члена Государственного совета, действительного тайного советника Константина Карловича Ренненкампфа. На 1917 год вдова генерала от инфантерии Н. К. Прескотт проживала в Петрограде по адресу 5-я Рождественская, 7.
Младший брат Александра Эдуардовича Николай Эдгарович Прескотт (1851 — 1919), инженер-генерал и генерал-адъютант, был женат на Софье Карловне Ренненкампф, родной сестре жены А. Э. Прескотта.

## Награды
За свою службу Прескотт был награждён многочисленными российскими и иностранными орденами, в их числе:
- Орден Святого Станислава 3-й степени (1872 год)
- Орден Святой Анны 3-й степени (1874 год)
- Орден Святого Станислава 2-й степени (1879 год)
- Орден Святой Анны 2-й степени (1882 год)
- Орден Святого Владимира 4-й степени (1885 год)
- Орден Святого Владимира 3-й степени (1888 год)
- Орден Святого Станислава 1-й степени (1892)
- Орден Святой Анны 1-й степени (1896 год)
- Орден Святого Владимира 2-й степени (1901 год)

Иностранные:
- Черногорский орден князя Даниила I 2-й степени (1890 год)
- Сербский орден Такова 1-й степени (1892 год)
- Шведский командорский крест ордена Меча 1-го класса (1898 год)
- Румынский большой крест ордена Короны (1899 год)